# Indústria Fonogràfica Britànica
La Indústria Fonogràfica Britànica (en anglès British Phonographic Industry, també coneguda per les seves sigles BPI) és l'associació encarregada de representar i defensar els negocis i interessos de les companyies distribuïdores i productores de fonogrames en el Regne Unit. BPI representa a centenars de companyies britàniques productores i distribuïdores de fonogrames, amb prop de 400 membres actualment, els quals formen un 90% del mercat discogràfic de Regne Unit. Va ser fundada com a tal el 1989; no obstant això, des de 1973 està present al mercat britànic, actualment és membre de la Federació Internacional de la Indústria Fonogràfica (IFPI, per les seves sigles en anglès).

## Activitats i serveis
La BPI s'encarrega de satisfer i defensar els interessos de les companyies que són membres de l'associació, per a això la BPI treballa en tres àrees diferents, les quals són: protecció, promoció i representació i suport.

### Protecció
BPI ofereix als seus membres la protecció del dret d'autor sobre els fonogrames recolzant-se en la llei, per la qual cosa la BPI combat la pirateria comptant amb una unitat especial anti-pirateria, la qual s'embolica centenars de recerques i operatius anualment per impedir la producció i comercialització de fonogrames pirates. En casos greus de criminalitat la BPI ofereix als seus membres recolzo per prendre mesures legals en contra dels agressors. Com a accions de protecció BPI també s'encarrega d'impedir la pirateria mitjançant internet, específicament en sistemes peer-to-peer, amb la qual cosa s'encarrega d'evitar que material pirata s'infiltri i es distribueixi mitjançant la xarxa.

### Promoció
Quant a activitats de promoció la BPI s'encarrega de perfilar la música britànica tant a l'interior del país com a l'estranger, convertint-se així en l'òrgan més representatiu de la música britànica internacionalment. Com a part del treball de promoció la BPI organitza els BRIT awards que premien el millor de la música britànica, així mateix BPI és copropietari de The Official UK Charts Company, mitjançant aquesta presenta resultats de popularitat en la ràdio i vendes de discos com són àlbums, senzills, DVD, etc. la qual cosa resulta una gran promoció per a la música britànica. També BPI presenta reportis anuals de vendes, i les aportacions que representen aquestes vendes al PIB britànic i per reconèixer les vendes atorga certificacions per vendes discogràfiques als artistes. Així doncs, BPI actua com òrgan de consulta nacional i representant internacional de la música britànica.

### Representació i suport
BPI s'encarrega de representar a les seves companyies membres davant altres associacions i organismes governamentals, inclusivament brinda suport als seus membre davant la llei. La BPI, a més, té diverses publicacions les quals són totalment gratuïtes per als seus membres i li brinden dades i balanços sobre la indústria musical en el Regne Unit, la qual cosa resulta un gran avantatge. A Regne Unit, a més existeix una gran quantitat de discogràfiques independents i petites que no poden competir amb les grans companyies transnacionals, per la qual cosa la BPI s'encarrega de crear un ambient de respecte i igualtat per a totes les discogràfiques del país.

## Certificacions
BPI atorga premis de certificacions discogràfiques des d'abril de 1973, basant-se en les vendes dels fonogrames. La qualificació per als àlbums estava inicialment en base del rèdit rebut pels fabricants, i el gener de 1978 el BPI va suprimir el vell sistema monetari per als àlbums i ho va substituir per un sistema de venda d'unitats (discos), que és com actualment la majoria d'associacions de música atorguen les seves certificacions. Els premis multi-platí, introduïts al febrer de 1987, són per certificar més d'una vegada a un àlbum el qual pot duplicar´triplicar, etc. la xifra imposada per al disc de platí.
| Format  | Premi   | Premi   | Premi   |
| Format  | Plata   | Or      | Platí   |
| ------- | ------- | ------- | ------- |
| Àlbum   | 60.000  | 100.000 | 300.000 |
| Senzill | 200.000 | 400.000 | 600.000 |